# Felipe Giaffone
Felipe Giaffone, né le 22 janvier 1975 à São Paulo, est un pilote automobile brésilien.

## Biographie
Felipe Giaffone fait ses débuts en monoplace en Formule Chevrolet brésilienne en 1993, dont il termine vice-champion, puis champion en 1994. En 1996, il arrive en Indy Lights, antichambre de l'Indy Racing League, managé par Nelson Piquet. Durant les saisons suivantes, il monte sur plusieurs podiums, remportant notamment son unique victoire en 2000 au Michigan International Speedway.
En 2001, le Brésilien monte en Indy Racing League chez Treadway Racing. Il se distingue en montant sur la deuxième marche du podium sur le Texas Motor Speedway et termine sixième du classement général et remporte le titre de Rookie of the year (« débutant de l'année »). En 2002, il continue son ascension chez Mo Nunn Racing, montant sur cinq podiums, et remportant sa première et unique victoire dans la discipline, sur le Kentucky Speedway, lui permettant de se classer quatrième du championnat.
Les saisons suivantes sont plus difficiles pour Giaffone en IndyCar Series. Malgré deux podiums en 2003, il manque cinq courses pour blessure, et fait une saison anonyme chez Dreyer & Reinbold Racing en 2004. En 2005, il s'éloigne de l'IndyCar, prenant part à des courses brésiliennes ou sud-américaines. Il ne prend part qu'aux 500 miles d'Indianapolis cette année-là, dont il finit quinzième avec A. J. Foyt Enterprises. En 2006, il prend part aux huit premières courses de la saison IndyCar avec cette équipe, sans coup d'éclat, avant d'être licencié pour « problèmes de communication ».
À partir de 2007, il participe à la Fórmula Truck, championnat du Brésil de camions. Il est notamment sacré champion pour sa première année complète en 2007, puis aussi en 2009. En 2011, il remporte la Fórmula Truck du Brésil et la Fórmula Truck d'Amérique du Sud. En 2014, il est vice-champion de ces deux compétitions. Après cinq années sans titre, il est sacré champion pour la quatrième fois de sa carrière en 2016.
Durant les années 2010, il devient président de l'Association des pilotes brésiliens, et officie parfois comme commissaire de course en WTCC et également en Formule 1, où il a été présent pour la première fois lors du Grand Prix de Belgique 2016.

## Résultats en compétition automobile
- 1993 : 
  - Formule Chevrolet brésilienne : Vice-champion
- 1994 : 
  - Formule Chevrolet brésilienne : Champion
- 1995 : 
  - Atlantic Championship : 6e
- 1996 : 
  - Indy Lights : 17e
- 1997 : 
  - 500 Milhas de Granja Viana, 3e
- 1998 : 
  - Indy Lights : 4e (trois podiums)
- 1999 : 
  - Indy Lights : 6e (deux podiums)
  - Mil Milhas Brasileiras, 3e
- 2000 : 
  - Indy Lights : 4e (une victoire, cinq podiums)
- 2001 : 
  - Indy Racing League : 6e (un podium, débutant de l'année)
- 2002 : 
  - Indy Racing League : 4e (une victoire, cinq podiums)
- 2003 : 
  - IndyCar Series : 20e (deux podiums)
  - International Race of Champions : 10e
- 2004 : 
  - IndyCar Series : 20e
  - 500 Milhas de Granja Viana : Vainqueur
- 2005 : 
  - IndyCar Series : 30e
  - 500 Milhas de Granja Viana : Vainqueur
  - TC2000 Argentine : Non classé
  - Fórmula Truck Brésil : 14e (un podium)
  - Mil Milhas Brasileiras : 2e

- 2006 : 
  - IndyCar Series : 17e

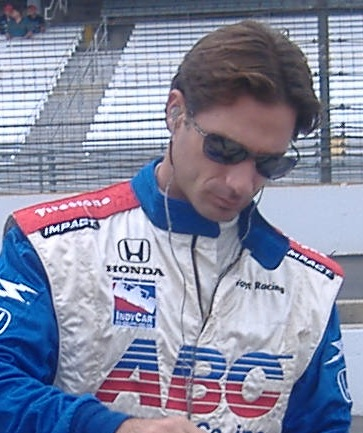
Felipe Giaffone aux 500 miles d'Indianapolis 2006.

  - Mil Milhas Brasil - GTP1 : 8e
  - Desafio Internacional das Estrelas : 12e
- 2007 : 
  - Fórmula Truck Brésil : Champion (quatre victoires)
  - Desafio Internacional das Estrelas : 12e
- 2008 : 
  - Fórmula Truck Brésil: 4e (une victoire)
  - Desafio Internacional das Estrelas : 4e
- 2009 : 
  - Fórmula Truck Brésil : Champion (quatre victoires)
  - Desafio Internacional das Estrelas : 24e
  - 500 Milhas de Granja Viana : 3e
- 2010 : 
  - Fórmula Truck Brésil : Vice-champion (une victoire)
  - Desafio Internacional das Estrelas : 8e
  - 500 Milhas de Granja Viana : 5e
- 2011 : 
  - Fórmula Truck Brésil : Champion (trois victoires)
  - Fórmula Truck Amérique du Sud : Champion (deux victoires)
- 2012 : 
  - Fórmula Truck Brésil : Vice-champion (une victoire)
  - Fórmula Truck Amérique du Sud : 4e (une victoire)
- 2013 : 
  - Fórmula Truck Brésil : 4e (deux victoires)
  - Fórmula Truck Amérique du Sud : 9e
  - Rolex Sports Car Series : 62e
- 2014 : 
  - Fórmula Truck Brésil : Vice-champion (une victoire)
  - Fórmula Truck Amérique du Sud : Vice-champion
- 2015 : 
  - Fórmula Truck Brésil : 3e (sept victoires)
  - Stock-car Brésil : Non classé
- 2016 : 
  - Fórmula Truck Brésil : Champion (sept victoires)